# Zentralarchiv des internationalen Kunsthandels
Das ZADIK – Zentralarchiv für deutsche und internationale Kunstmarktforschung (ehemals Zentralarchiv des internationalen Kunsthandels e.V.) ist ein wissenschaftliches Institut der Universität zu Köln, Forschungs- und Lehreinrichtung sowie Kulturinstitution. Das ZADIK ist in Köln ansässig und widmet sich der Bewahrung, Erschließung und Erforschung von Archiven bedeutender Galerien, Kunsthändler, Kunstkritiker, Kuratoren, Sammler und Fachfotografen. Gleichzeitig fungiert die Institution als Forschungs- und Lehreinrichtung und vermittelt die Geschichte und Strukturen internationaler Kunstsysteme.

## Geschichte und Trägerschaft
Durch das Fehlen eines auf diese Thematik spezialisierten Archivs wurden jahrzehntelang die vielfältigen Arbeitsunterlagen des Kunsthandels vernichtet, vergessen, verstreut oder bestenfalls ins Ausland verkauft. Da „die Gefahr bestand, dass weitere Bestände durch Ignoranz verloren zu gehen drohten, weil es an einem Ort der Bewahrung für sie fehlte“, beschloss der Bundesverband Deutscher Galerien (BVDG) in seiner Sitzung vom 14. November 1991 die Gründung eines Zentralarchivs, die am 25. Mai 1992 vollzogen wurde. Gründungsväter waren Gerhard F. Reinz, der eine Anschubfinanzierung des Bundes im Rahmen des Bonn-Berlin-Ausgleichs organisierte, Rudolf Zwirner und Hein Stünke von der Galerie Der Spiegel, die auch die ersten Stiftungen beisteuerten. Das Archiv hat die Rechtsform eines eingetragenen gemeinnützigen Vereins.
Der BVDG kann das ZADIK nicht allein finanzieren. Erste Kooperationspartner waren die Stadt Bonn und die Kunst- und Ausstellungshalle der Bundesrepublik Deutschland und somit Bonn der erste Sitz des ZADIK. Als erster Leiter des ZADIK wurde Rudolf Zwirner vom Vorstand berufen. 2001 lief die über die Ausgleichsvereinbarung nach dem Berlin/Bonn-Gesetz getätigte Bonner Finanzierung des ZADIK aus. Als Kooperationspartner brachte seit 2001 die SK Stiftung Kultur der Sparkasse KölnBonn den mit Abstand größten Teil der Finanzierung des ZADIK auf. Auch die Stadt Köln ist in die laufende Finanzierung eingebunden.
Seit 2001 ist das ZADIK in Köln ansässig, seit 2007 im Haus der SK Stiftung Kultur im Kölner Mediapark. Einzelne Projekte wurden und werden unter anderem durch den Beauftragten der Bundesregierung für Kultur und Medien, das Land NRW, den Landschaftsverband Rheinland, die Kunststiftung NRW, das Kulturwerk der VG Bild-Kunst Bonn, die Art Cologne/Koelnmesse und private Galerien gefördert. Durch einen Kooperationsvertrag mit der Universität zu Köln vom Dezember 2014 wurde das ZADIK zum An-Institut der Universität mit der Bezeichnung Forschungsarchiv an der Universität zu Köln. Teil dieser Zusammenarbeit ist der Masterstudienschwerpunkt Kunstgeschichte und Kunstmarkt, der von der außerplanmäßigen Professorin Nadine Oberste-Hetbleck geleitet wird. Oberste-Hetbleck übernahm zum 1. Oktober 2020 in der Nachfolge von Günter Herzog, der Ende September 2020 in den Ruhestand eintrat, die Direktion des Zentralarchivs.
Der ehemalige wissenschaftliche Leiter des ZADIK, Günter Herzog, erhielt 2017 den Art-Cologne-Preis.

## Aufgaben
Das ZADIK sammelt und bewahrt die Archive bedeutender Galerien und Kunsthändler, insbesondere ihre Geschäfts- und Künstlerkorrespondenz, sowie sämtliche Materialien, die Aufschluss geben über den Galeriebetrieb, seine Ausstellungs- und Öffentlichkeitsarbeit und seine Arbeit mit den Künstlern. Ergänzend sammelt das ZADIK auch Vor- und Nachlässe von Kunstkritikern, Sammlern und Fachfotografen. Ziel der Arbeit des ZADIK ist es auch, „die gestaltenden und prägenden Einflüsse des Kunsthandels auf die internationale Kunstentwicklung und seine komplexe Rolle auf dem Gebiet der Kunstvermittlung zu dokumentieren und zu erforschen. Auf diese Weise will das ZADIK dazu beitragen, die Geschichte des Kunsthandels in die allgemeine Kunstgeschichte zu integrieren.“ Die gesammelten Bestände sollen nicht nur erschlossen, sondern selbst erforscht und anderen für die Forschung – mehr und mehr online – verfügbar gemacht werden.

## Bestände
Die Bestandsnummer A 1 des ZADIK betrifft das Archiv der Galerie Der Spiegel als Schenkung von Hein Stünke. Dieser, ein „Galerist der ersten Stunde nach dem Zweiten Weltkrieg“, vertrat u. a. Max Ernst, war Mitorganisator der Kasseler documenta und Mitbegründer der »Mutter« aller Messen für moderne Kunst, der Art Cologne. Unter den zahlreichen anderen bedeutenden Beständen befinden sich beispielsweise die Archive der Galerien Thannhauser oder der Galerie Parnass (Rolf Jährling) sowie beispielsweise der Kuratoren Kasper König und Klaus Honnef.
Ergänzend zu den inzwischen 95 Galeriearchiven und bisher 21 Archiven von Kurator(inn)en und Kunstkritiker(inne)n sammelt das ZADIK auch die Archive von Kunstsammlern (bisher 10), wie Wolfgang Hahn oder Charlotte Zander, sowie die Archive von in der Kunstszene tätigen Fotograf(inn)en (bisher 11) und auch Archive von Kunstverbänden (bisher 13), wie dem Europäischen Kunsthändlerverband oder dem internationalen Kunstkritikerverband AICA, Sektion Deutschland, oder auch der in der Kunstpolitik der 1970er und 80er Jahre wichtigen 'Privatinitiative Kunst'.
Das auf der ZADIK-website laufend aktualisierte Sammlungsrepertoire weist inzwischen mehr als 140 Bestände aus, einige von ihnen bereits online recherchierbar.

## Tätigkeit
Neben der für Archive typischen Tätigkeit des Bewahrens und Erschließens der Bestände und ihrer Zugänglichmachung für die Forschung, hier beispielsweise für die Provenienzforschung, ist das ZADIK von Anbeginn aktiv durch Ausstellungen und Publikationen in der Öffentlichkeit präsent, u. a. seit 1994 durch die Herausgabe der Zeitschrift sediment. Bisher berichteten im Kunstmarkt-Teil der FAZ 49 Artikel Aus dem Zentralarchiv des internationalen Kunsthandels.

## Bedeutung
Das ZADIK ist bis heute das weltweit einzige wissenschaftliche Spezialarchiv zur Geschichte des Kunsthandels. Bisher gibt es nur eine sachverwandte Institution, die, wenn auch nicht hauptsächlich, so doch in vergleichbarer Konzentration und ähnlich systematischer Weise Galeriearchive sammelt, nämlich die 1954 gegründeten ‚Archives of American Art‘ in der ‚Smithsonian Institution‘ in Washington, D.C. mit ihrer ‚Collection of Gallery Records‘. Dort werden neben den Archiven von Künstlern, Sammlern, Kritikern, Kuratoren und anderen im Kunstsystem Tätigen ausschließlich die Archive amerikanischer Galerien gesammelt. Das 1980 gegründete Getty Institut in Los Angeles verzeichnet in seinen ‚Special Collections‘ mit einem Gesamtbestand von 265 Beständen zur Zeit 16 Archive von Galerien und Kunsthändlern.

## Sonderausstellungen
- 2022/23:  30 years of ZADIK. Highlights and Insights[18][19][20]
- 2023/24: auf der Art Cologne und anschließend im ZADIK Barbara Gross. Women Artists as Protagonists